# Герб Білгород-Дністровського району
Герб Білгород-Дністровського району — офіційний символ Білгород-Дністровського району, затверджений 15 жовтня 2004 р. рішенням сесії районної ради.

## Опис
На червоному полі з срібною базою золотий хлібний сніп, перевитий золотою виноградною лозою; на базі лазуровий адміралтейський якір з анкерштоком. У вільній частині герб Одеської області. 